# Liste der Biografien/Mct
Liste der Biografien |
Portal Biografien |
Personensuche
# |
A |
B |
C |
D |
E |
F |
G |
H |
I |
J |
K |
L |
M |
N |
O |
P |
Q |
R |
S |
T |
U |
V |
W |
X |
Y |
Z |
?
 
Ma |
Mb |
Mc |
Md |
Me |
Mf |
Mg |
Mh |
Mi |
Mj |
Mk |
Ml |
Mm |
Mn |
Mo |
Mp |
Mq |
Mr |
Ms |
Mt |
Mu |
Mv |
Mw |
Mx |
My |
Mz
 
Mca |
Mcb |
Mcc |
Mcd |
Mce |
Mcf |
Mcg |
Mch |
Mci |
Mcj |
Mck |
Mcl |
Mcm |
Mcn |
Mco |
Mcp |
Mcq |
Mcr |
Mcs |
Mct |
Mcu |
Mcv |
Mcw
Die Liste der Biografien führt alle Personen auf, die in der deutschsprachigen Wikipedia einen Artikel haben. Dieses ist eine Teilliste mit 25 Einträgen von Personen, deren Namen mit den Buchstaben „Mct“ beginnt.

## Mct

### Mcta
- McTaggart, Anne (* 1970), schottische Politikerin
- McTaggart, David (1932–2001), kanadischer Greenpeace-Aktivist, -Funktionär und Badmintonspieler
- McTaggart, Joanne (* 1954), kanadische Sprinterin
- McTaggart, John McTaggart Ellis (1866–1925), englischer Philosoph
- McTaggart, Olivia (* 2000), neuseeländische Stabhochspringerin
- McTaggart, Richard (1935–2025), britischer Boxer
- McTaggart, Robert (1945–1989), schottischer Politiker
- McTaggart, William (1835–1910), schottischer Maler
- McTavish, Dale (* 1972), kanadischer Eishockeyspieler
- McTavish, Graham (* 1961), britischer Schauspieler
- McTavish, Mason (* 2003), kanadischer Eishockeyspieler
- McTavish, Ryan, US-amerikanisches Model und ehemaliger Schauspieler

### Mcte
- McTear, Houston (1957–2015), US-amerikanischer Sprinter
- McTee, Cindy (* 1953), US-amerikanische Komponistin
- McTeer, Janet (* 1961), britische SchauspielerinJanet McTeer (* 1961)

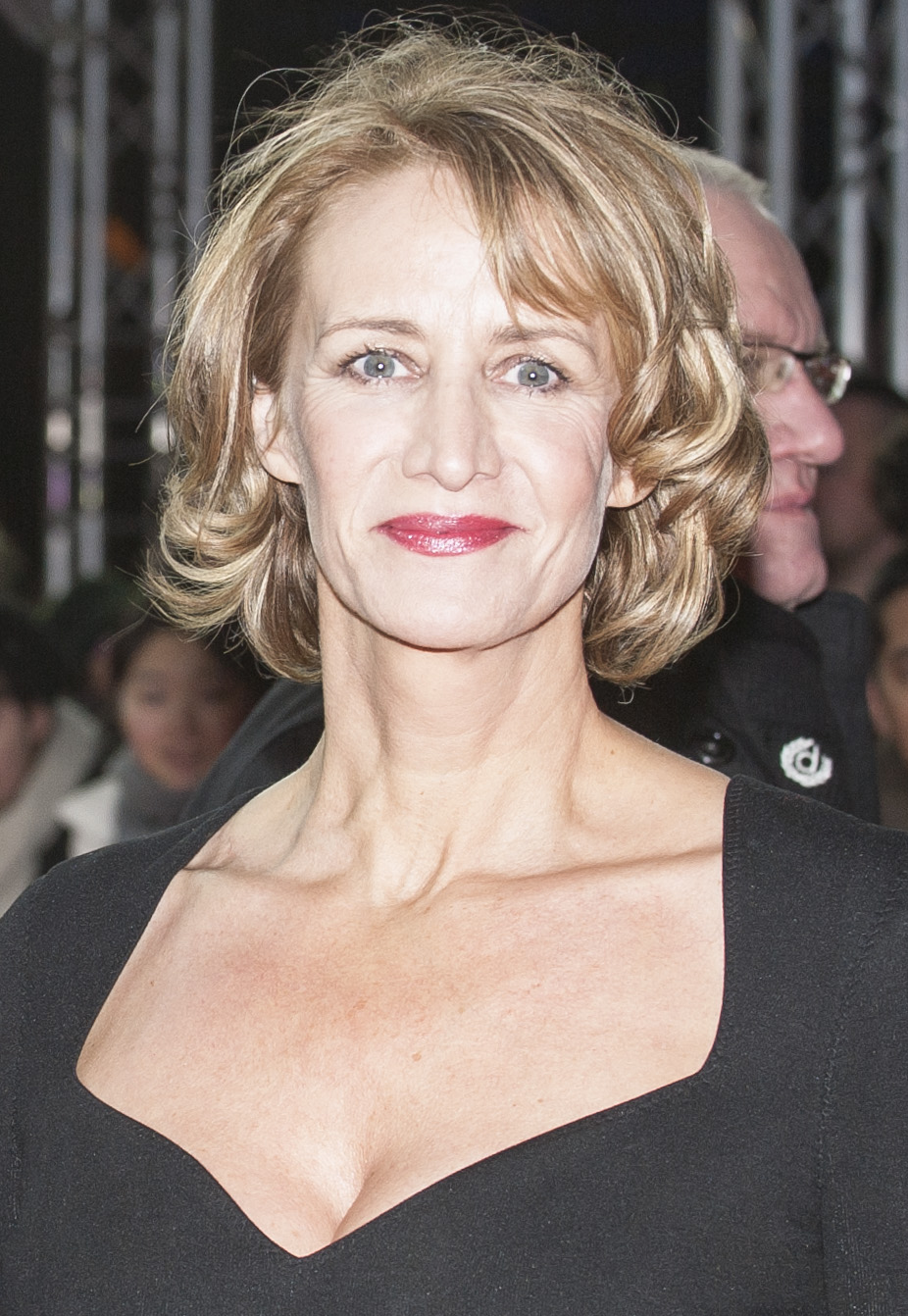
Janet McTeer (* 1961)

- McTeigue, James (* 1967), australischer Filmregisseur
- McTell, Blind Willie († 1959), US-amerikanischer Bluesmusiker
- McTell, Ralph (* 1944), englischer Folk-Musiker
- McTernan, Sarah (* 1994), irische Sängerin

### Mcti
- McTier, Duncan (* 1954), britischer Kontrabassist und Musikpädagoge
- McTier, Martha († 1837), irische Republikanerin und Briefeschreiberin
- McTiernan, John (* 1951), US-amerikanischer Filmregisseur und Produzent
- McTigue, Mike (1892–1966), irischer Boxer im Halbschwergewicht und Weltmeister (1923–1925)
- McTigue, Tom (* 1959), US-amerikanischer Schauspieler und Komiker

### Mcto
- McTominay, Scott (* 1996), schottischer Fußballspieler